# A Dráva-vonal védelme (1848)

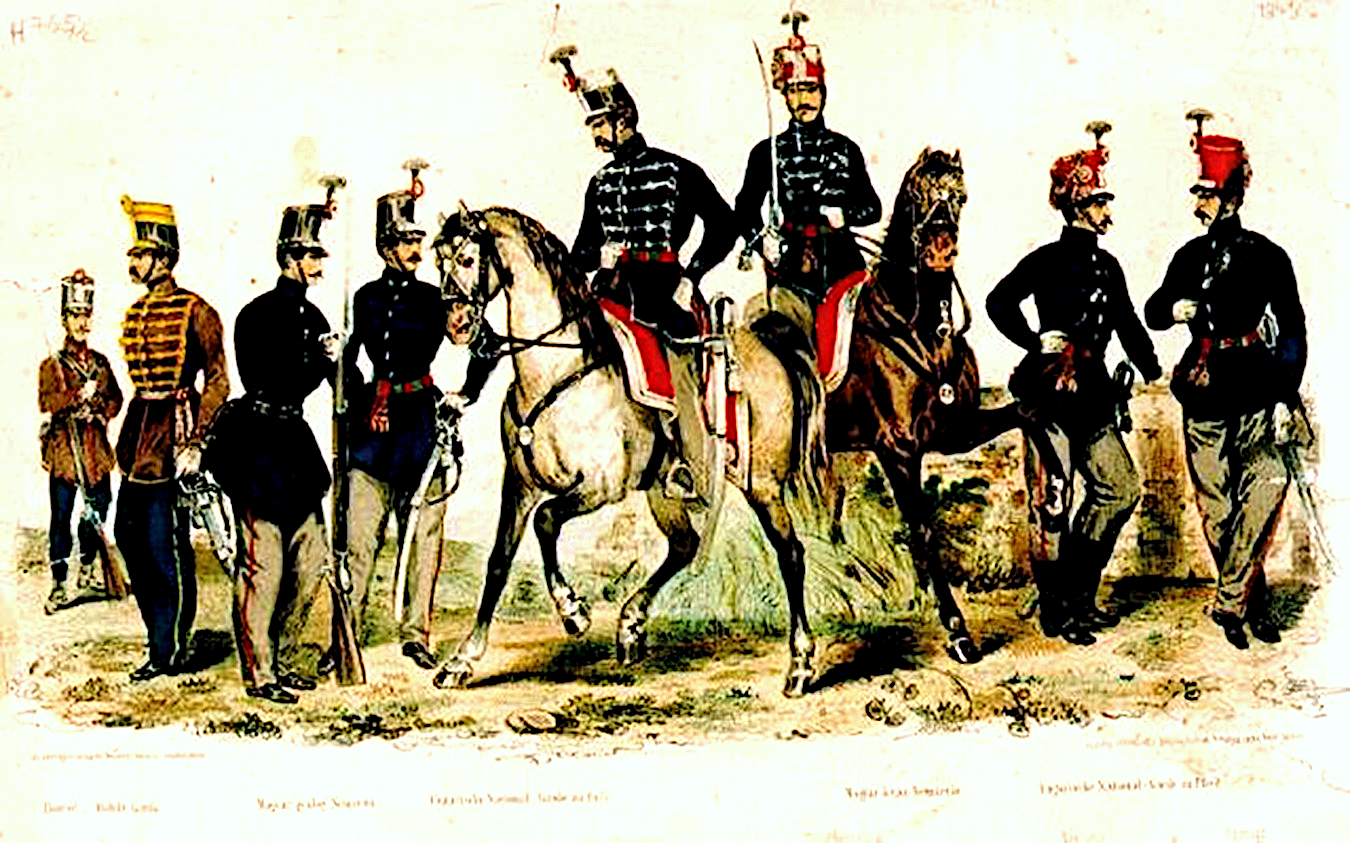
A nemzetőri viseletről készült színezett nyomtatvány

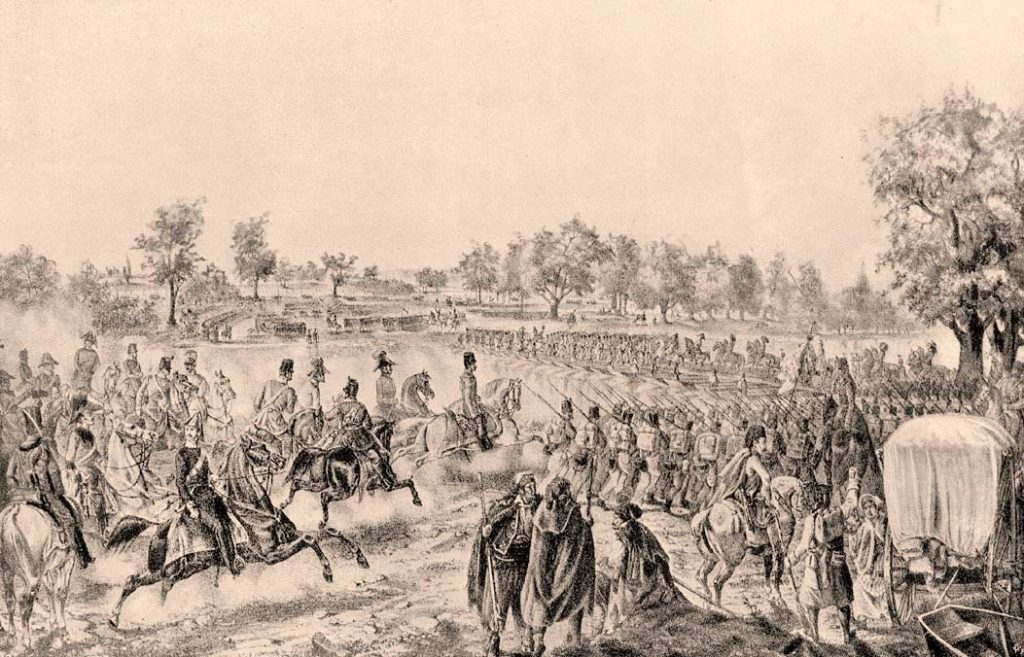
Josip Jelačić seregei 1848. szeptember 11-én Varasdnál átkelnek a Dráván

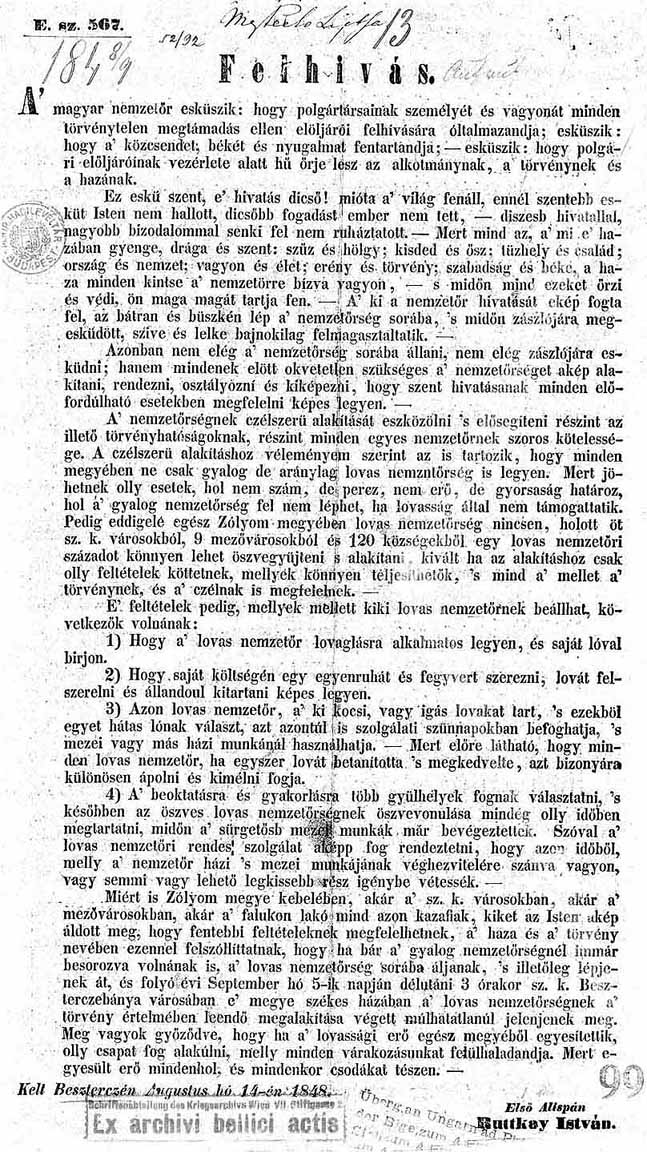
Az 1848. augusztus 14-i toborzó felhívás a Nemzetőrségbe való belépésre

Josip Jelačić (Jellasics József) horvát bán 1848. szeptember 11-én 35 000 főnyi seregével átlépte a Drávát, hogy támadást indítson a magyar kormány ellen. A Dráva-vonal védelme volt az 1848–49-es forradalom és szabadságharc első fegyveres konfliktusa.

## Előzmények
Kossuth Lajos 1848. július 11-i beszédében kétszázezer újoncot és az ellátásukhoz szükséges 42 millió forintot szavaztatott meg, 1848 nyarán pedig megkezdődött a szabadcsapatok toborzása mellett a Kossuth-bankó kibocsátása. Júliusban a kormány tárgyalt Jellasiccsal. Batthyány Lajos itt felkínálta a horvátok számára a területi autonómia lehetőségét, cserébe vissza kellett volna adniuk Fiumét, és elismerni a magyar kormányt. Jellasics ezt elutasította, ezért Batthyány és Deák Ferenc augusztusban Bécsbe mentek tárgyalni, hogy a császár fékezze meg a horvátokat, de nem fogadták őket.
1848. augusztus 31-én királyi leirat érkezett az országgyűléshez, amelyben közlik, hogy a hadügy és a pénzügy továbbra is a birodalom hatáskörébe tartozik, a horvát kérdést pedig Magyarországnak kell fegyveres erőszak nélkül megoldania, valamint felszólította a kormányt az áprilisi törvények visszavonására. Az udvar továbbá kinevezte Jellasicsot horvát bánná – a magyar kormány beleegyezése nélkül. 1848. szeptember 10-én a kormány – Szemere Bertalan, Mészáros Lázár és Kossuth Lajos kivételével – lemondott, mert tárgyalási politikája sikertelen, de szeptember 28-ig helyettes híján tovább intézte az ügyeket. Jellasics horvát bán és császári altábornagy ekkor már nyíltan a határátlépésre készült és szeptember 11-én 35 000 fős seregével átlépte a Dráva-vonalát.

## A Nemzetőrség szervezése
Az 1848. évi XXII. törvénycikk nemzetőrségi szolgálatra kötelezte azokat a 20 és 50 év közötti férfiakat, akik 200 forint értékű házzal, földdel, illetve fél jobbágytelekkel vagy ezzel megegyező nagyságú földterülettel rendelkeztek, vagy jövedelmük elérte évente a 100 forintot. 1948 nyarától figyelmen kívül hagyták a belépéskor a vagyoni cezúrát, és elfogadták az önként jelentkezőket is, így alakultak ki a nemzetőrség mozgó zászlóaljai.
Arany János Nemzetőr dal (részlet)
Süvegemen nemzetiszín rózsa,

Ajakamon édes babám csókja;

Ne félj, babám, nem megyek világra:

Nemzetemnek vagyok katonája.
Nem kerestek engemet kötéllel;

Zászló alá magam csaptam én fel:

Szülőanyám, te szép Magyarország,

Hogyne lennék holtig igaz hozzád!'

Gróf Batthyány Kázmér fölhívása:
„Az ellenség, a pártütő horvátok megyénk szélén állanak, nincsen perc, melly betörésektől biztosítana, védenünk kell magunkat ahogy lehet, – rendelést tettem, miszerint a Baranya megyei önkéntes nemzetőrsereg zászlóaljban alakulva rendes vezénylet alatt megyehatár szélére a Dráva mentén úgy mint lehet felfegyvereztessék, kiállíttassék, szükség esetében ezeket általányos népfelkelés gyámolítani fogja.”
A horvát fenyegetés elhárítását célozta a korábban a nyugat-dunántúli megyékben működő Csány László királyi biztosi kinevezése. Szemere Bertalan június 2-án kibocsátott rendeletében Csány fennhatósága alá rendelte Zala, Somogy, Baranya és Tolna (tehát a horvát betörés által fenyegetett) vármegyéket, s ezekben teljhatalmú királyi biztossá nevezte ki. Csány joga volt az érintett területeken a nemzetőrség fegyverbe hívása és felhasználása, s neki kellett gondoskodnia ezek ellátásáról. A rendelet Csányt a Hrabovszky Jánossal történő együttműködésre szólította fel. Június 13-án egy hadügyminiszteri rendelet Csányt arra is felhatalmazta, hogy az említett törvényhatóságokban, kivéve Baranyát, de ide értve Vas és Sopron vármegyéket, alakuló honvédzászlóaljakat felhasználhassa a Dráva-vonal védelmére. Csány volt az első olyan biztos, akinek komoly összecsapása volt a katonai hatósággal.
A Dráva-vonal katonai parancsnokává kinevezett Ottinger Ferenc vezérőrnagy Varasdon meglátogatta Jellasicsot, majd olyan utasítást adott ki, hogy a Muraközben álló csapatok ne álljanak ellen egy esetleges horvát betörésnek. Csány erről értesülve lemondott, Ottinger ugyanígy tett. A kormány Csány lemondását nem, Ottingerét elfogadta. A polgári és katonai hatalom első konfliktusában a kormány a polgári hatóság mellé állt. Augusztus 14-én egy újabb belügyminiszteri rendelet immár a Dráva és Duna közötti terület egészére – Baranya, Somogy, Tolna, Vas, Zala, Veszprém, Sopron és Fejér vármegyékre, valamint a területükön lévő szabad királyi városokra – kiterjesztette Csány hatáskörét. Csány megszolgálta a bizalmat: 1848 szeptember közepén, Josip Jelačić horvát bán betörése után lényegében ő akadályozta meg a drávai magyar hadtest felbomlását.
Deák Ferenc főszolgabírói hivatalát 1848 júliusáig látta el, ekkor a Dráva-vonal védelmére mozgósított nemzetőrök őrnagya lett a lövői járásban. Szeptemberben a Zala vármegyében szerveződő önkéntes mozgó nemzetőrség parancsnokságával bízták meg. Zászlóaljával októberben részt vett Nagykanizsa és a Muraköz felszabadításában, majd novemberben a honvédzászlóaljjá átalakuló egység őrnagya lett. Ő volt a zalai 47. honvédzászlóalj parancsnoka egészen az 1849 februárjában történt megsebesüléséig. Felgyógyulása után, 1849 májusában a 17. honvédzászlóalj parancsnokává nevezték ki, e megbízatásáról azonban lemondani kényszerült, és kilépett a honvédseregből.

## Jellasics betörése a Dunántúlra
Jellasics 1848. szeptember 1-jén Varasdnál 45 000 emberével átkelt a Dráván, és benyomult a Magyar Királyság területére. Egy másik, 10 000 horvát felkelőből álló hadoszlop, Roth tábornok parancsnoksága alatt Szlavónia felől, az Dráva alsó szakaszán tört be Magyarországra. Jellasics a többségében horvátok lakta Muraközt (Međimurje) a „magyar uralom alól felszabadított területnek” nyilvánította.
Két oszlopban a Balatontól délre tört előre, majd 1848. szeptember 25-én egyesült a magyarok által kiürített Székesfehérváron, folytatva lassú előrenyomulását Buda felé. Móga János altábornagy, főparancsnok, az országgyűlés utasítására szeptember 29-én Pákozd és Sukoró között megütközött a kétszeres túlerőben lévő ellenséggel, s ragyogó győzelmet aratott. Jellasics fegyverszünetet kért, melyet arra használt fel, hogy Győr felé elhagyja az országot.